# Kyle Chalmers
Kyle Chalmers (født 25. juni 1998) er en australsk svømmer.
Han repræsenterede Australien under sommer-OL 2016 i Rio de Janeiro, hvor han vandt guld på 100 meter fri, samt to bronzemedaljer i stafetten.
Han tog bronze på 4×200 meter stafethold under sommer-OL 2020 i Tokyo.